# Puharska rijeka
Puharska rijeka je rijeka u Bosni i Hercegovini.
Rijeka izvire u naselju Gornji Jelovac u općini Prijedor. U Knežicu se ulijeva u Sastavcima. Puharska rijeka je najveća pritoka Knežice.